# DEXI
DEXI (англ. Dexi homolog) – білок, який кодується однойменним геном, розташованим у людей на 16-й хромосомі. Довжина поліпептидного ланцюга білка становить 95 амінокислот, а молекулярна маса — 10 429.
| 10         |  | 20         |  | 30         |  | 40         |  | 50         |
| ---------- |  | ---------- |  | ---------- |  | ---------- |  | ---------- |
| MLGARVAAHL |  | DALGPLVPYV |  | PPPLLPSMFY |  | VGLFFVNVLI |  | LYYAFLMEYI |
| VLNVGLVFLP |  | EDMDQALVDL |  | GVLSDPGSGL |  | YDADSELDVF |  | DAYLE      |

A: Аланін

D: Аспарагінова кислота

E: Глутамінова кислота

F: Фенілаланін

G: Гліцин

H: Гістидин

I: Ізолейцин

L: Лейцин

M: Метіонін

N: Аспарагін

P: Пролін

Q: Глутамін

R: Аргінін

S: Серин

V: Валін